# 애기똥풀속
애기똥풀속(Chelidonium)은 양귀비과의 식물 속이다. 이 속에 포함되는 종에는 두 종류의 애기똥풀이 있다. 하나는 유럽 원산의 켈리도니움 마주스(C. majus)이고,  다른 하나는 아시아 원산의 켈리도니움 아시아티쿰(C. asiaticum)이다. 서유럽에서 동아시아에 이르기까지 널리 퍼져있다. 아시아티쿰은 마주스의 변종이다.
애기똥풀속은 여러해살이 풀로 잎은 어긋나고 깊게 갈라지며 노란색 꽃이 핀다.

## 종
애기똥풀속에는 두 종의 애기똥풀이 속해 있다.
| 이미지 | 이름                                          | 분포                            |
| ------ | --------------------------------------------- | ------------------------------- |
|        | 애기똥풀 (Chelidonium majus)                  | 유럽, 북아프리카, 서아시아 원산 |
|        | 켈리도니움 아시아티쿰 (Chelidonium asiaticum) | 동아시아 원산                   |